# Nuevo San Claudio
Nuevo San Claudio är en ort i Mexiko.   Den ligger i kommunen Chignahuapan och delstaten Puebla, i den sydöstra delen av landet, 100 km öster om huvudstaden Mexico City. Nuevo San Claudio ligger 2 713 meter över havet och antalet invånare är 220.
Terrängen runt Nuevo San Claudio är kuperad åt sydost, men åt nordväst är den platt. Runt Nuevo San Claudio är det ganska tätbefolkat, med 52 invånare per kvadratkilometer. Närmaste större samhälle är San Antonio Matlahuacales, 18,8 km öster om Nuevo San Claudio. Omgivningarna runt Nuevo San Claudio är i huvudsak ett öppet busklandskap.